# Paskonlammi
Paskonlammi är en mindre våtmark, tidigare sjö i Haparanda kommun i Norrbotten och ingår i Keräsjoki-Sangisälvens kustområde.